# Chiesa del Monte di Pietà
La chiesa del Monte di Pietà, con l'attiguo convento, è un complesso ecclesiastico sito su via Cialdini a Barletta, risalente al XVII secolo, inizialmente fondato dai gesuiti come chiesa dedicata a san Paolo. Oggi appartiene ai confratelli dell'"Arciconfraternita del Real Monte di Pietà", che ne hanno dato l'attuale denominazione.
Essendo privata, la chiesa è fruibile dal pubblico solo in occasione delle funzioni religiose dell'Arciconfraternita.
L'adiacente convento, sempre di proprietà dell'Arciconfraternita, è oggi sede della prefettura della provincia di Barletta-Andria-Trani. 

## Storia
La storia della chiesa del Monte di Pietà può essere suddivisa in due parti: una che ha inizio nella metà del XVII secolo ed una successiva che parte dal 1789, con la fondazione del Monte di Pietà.
L'antica chiesa di San Paolo fu fondata dai Gesuiti originari di Cerignola, trasferitisi a Barletta, durante la metà del Cinquecento. Una volta giunti a Barletta questi edificarono il Collegio, che prese il nome di Conservatorio sul finire del XVI secolo e, a partire dal 1681, grazie ad una ingente donazione di un nobile barlettano (Francesco Galiberti) avvenuta nel 1656, la chiesa dedicata a San Paolo. Superate le difficoltà nella costruzione dovute alla peste prima e alla mancanza di fondi poi, nel 1699 una nuova donazione dei Della Marra fece sì che potesse essere completata. Nella prima metà del settecento la chiesa era ormai conclusa ma l'espulsione dei Gesuiti dal Regno nel 1767 portò all'abbandono dell'intero complesso ecclesiastico.
Circa vent'anni dopo l'edificio religioso e l'annesso collegio, ormai in condizioni di notevole degrado, furono consegnati all'opera pia del Real Monte di Pietà. Questa era una fondazione laica che aveva come fini quello di assistere gli ammalati e gli orfani e di sostenere economicamente i poveri. La fondazione fu costretta a vendere il precedente edificio, sito sull'attuale Corso Garibaldi, per provvedere al restauro dell'antico complesso dedicato San Paolo. Nel 1791 avvenne la modifica ufficiale della denominazione in Monte di Pietà, che conserva tuttora. Si diede vita ad una vera e propria fabbrica tessile che puntava sulla reintegrazione al lavoro delle orfane accudite dal Monte. La produzione divenne sempre più ampia e pregiata, tanto che fu necessario un aumento di forza lavoro che indusse la Manifattura a chiamare al lavoro oltre alle orfane anche ragazze che versavano in condizioni economiche disagiate.
La rivoluzione industriale indusse però ad una sostanziale modifica dei metodi e dei ritmi di lavoro che gravò notevolmente anche sulla produzione tessile della Manifattura e che perdurò fino all'avvento dell'Unità d'Italia. Sul finire dell'Ottocento vi fu la trasformazione della confraternita del Monte di Pietà in Opera Pia che poneva l'istituto sotto la tutela delle leggi italiane, in quanto istituzione di carità e di beneficenza. Negli anni a seguire è stata realizzata una scuola elementare e una scuola materna, custodite negli anni da differenti ordini religiosi, fino ad oltre la metà del XX secolo.

## Architettura

### L'esterno
Il fronte principale presenta una duplice veste: la parte inferiore appare rivestita da blocchi in pietra; la parte superiore invece intonacata.
Il prospetto principale si affaccia sull'attuale piazza che prende il nome dall'edificio religioso. Risulta tripartito orizzontalmente mediante delle lesene binate che poggiano su un alto basamento. La parte centrale presenta un'apertura arcuata di notevoli dimensioni al piano terra che introduce all'atrio di ingresso, in cui vi è il portale d'accesso alla chiesa. In asse rispetto all'arco in facciata vi è una bucatura quadrangolare, inquadrata da una cornice timpano curvilineo spezzato alla base da una decorazione a conchiglia. Le aree laterali del prospetto principale hanno entrambe un arco di dimensioni minori rispetto a quello centrale, con in asse un'edicola che termina superiormente con un timpano triangolare. La parte inferiore della facciata si conclude con una cornice modanata continua.
Superiormente vi è la porzione di facciata non rivestita ma intonacata nel mezzo della quale vi è un'ampia finestra che illumina l'interno della chiesa.

### L'interno
La chiesa del Monte di Pietà è caratterizzata da un'unica navata terminante in un'abside centrale e da due cappelle laterali con relativi altari. In fondo all'asse di percorrenza principale si erge l'altare maggiore, mentre dalla parte opposta, sull'ingresso principale vi è il coro.